# بيمبروك (أونتاريو)
بيمبروك، أونتاريو (بالإنجليزية: Pembroke)‏ هي مدينة كندية تقع في مقاطعة أونتاريو. تبلغ مساحة هذه المدينة 14.3505 (كم²)، ويبلغ عدد سكانها 13930 نسمة حسب إحصاء سنة 2006 م، بينما كان يسكنها 13490 نسمة في سنة 2001 م. تحتل هذه المدينة المرتبة رقم 270 بين مدن كندا حسب عدد السكان والمرتبة رقم 105 في المقاطعة. نما عدد السكان في هذه المدينة بنسبة (3.3) بين العامين المذكورين.

## أعلام
- جورج كلوتير
- بوبي تراب
- دنيس فلين
- توم جرين
- توماس موراي
- توماس ديكون
- بيت شميت
- جون كورتلاند برادلي
- غورد فرازير
- ريتشارد جون نيوهاوس

## وصلات خارجية
- الأطلس الحكومي لكندا
- إحصاءات كندا مع ساعة تعداد السكان